# جيم جنسن
جيم جنسن (بالإنجليزية: Jim Jensen)‏ هو سياسي أمريكي، ولد في 1934.